# Liga de Campeones de la CAF 2013
La Liga de Campeones de la CAF 2013, llamado Orange CAF Champions League por razones de patrocinio, fue la 49.ª edición del torneo de fútbol a nivel de clubes más importante de África, el cual es organizado por la CAF y es la 17.ª edición bajo el formato de la actual Liga de Campeones de la CAF.
El Al-Ahly de Egipto venció en la final al Orlando Pirates de Sudáfrica para ganar el título por octava ocasión en su historia.

## Equipos participantes
Teóricamente puede participar un máximo de 68 equipos de las 56 asociaciones miembros de la CAF, donde las mejores 12 asociaciones de acuerdo al Ranking de la CAF clasifican 2 equipos; basados en eso, los clasificados son:
| País                                                                                       | Club                                           | Método de clasificación                                              |
| Asociaciones con 2 clasificados (puestos 1–12)                                             | Asociaciones con 2 clasificados (puestos 1–12) | Asociaciones con 2 clasificados (puestos 1–12)                       |
| ------------------------------------------------------------------------------------------ | ---------------------------------------------- | -------------------------------------------------------------------- |
| Túnez (1.º - 100 pts)                                                                      | Espérance de Tunis                             | Campeón del Championnat de Ligue Profesionelle 1 2011/12             |
| Túnez (1.º - 100 pts)                                                                      | Bizertin                                       | Subcampeón del Championnat de Ligue Profesionelle 1 2011/12          |
| Nigeria (2.º - 70 pts)                                                                     | Kano Pillars                                   | Campeón de la Liga Premier de Nigeria 2012                           |
| Nigeria (2.º - 70 pts)                                                                     | Enugu Rangers                                  | Subcampeón de la Liga Premier de Nigeria 2012                        |
| Egipto · (3.º - 64 pts)                                                                    | Al-AhlyCD                                      | Campeón de la Primera División de Egipto 2010/111                    |
| Egipto · (3.º - 64 pts)                                                                    | Zamalek                                        | Subcampeón de la Primera División de Egipto 2010/111                 |
| Marruecos (4.º - 62 pts)                                                                   | Moghreb Tétouan                                | Campeón de la GNF 1 2011/12                                          |
| Marruecos (4.º - 62 pts)                                                                   | FUS Rabat                                      | Subcampeón de la GNF 1 2011/12                                       |
| República Democrática del Congo (5.º - 49 pts)                                             | Mazembe                                        | Campeón de la Linafoot 2012                                          |
| República Democrática del Congo (5.º - 49 pts)                                             | Vita Club                                      | Subcampeón de la Linafoot 2012                                       |
| Sudán (6.º - 47 pts)                                                                       | Al-Hilal                                       | Campeón de la Primera División de Sudán 2012                         |
| Sudán (6.º - 47 pts)                                                                       | Al-Merreikh                                    | Subcampeón de la Primera División de Sudán 2012                      |
| Argelia (7.º - 43 pts)                                                                     | Sétif                                          | Campeón del Championnat National de Première Division 2011/12        |
| Argelia (7.º - 43 pts)                                                                     | JSM Béjaïa                                     | Subcampeón del Championnat National de Première Division 2011/12     |
| Camerún (8.º - 19 pts)                                                                     | Union Douala                                   | Campeón de la Primera División de Camerún 2012                       |
| Camerún (8.º - 19 pts)                                                                     | Cotonsport                                     | Subcampeón de la Primera División de Camerún 2012                    |
| Angola (9.º - 18 pts)                                                                      | Recreativo do Libolo                           | Campeón de la Girabola 2012                                          |
| Angola (9.º - 18 pts)                                                                      | Primero de Agosto                              | Subcampeón de la Girabola 2012                                       |
| Mali (10.º - 16 pts)                                                                       | Djoliba                                        | Campeón de la Primera División de Malí 2011/12                       |
| Mali (10.º - 16 pts)                                                                       | Stade Malien                                   | Subcampeón de la Primera División de Malí 2011/12                    |
| Zimbabue (11.º - 13 pts)                                                                   | Dynamos (único participante)2                  | Campeón de la Liga Premier de Zimbabue 2012                          |
| Costa de Marfil (=12.º - 11 pts)                                                           | Séwé Sports                                    | Campeón de la Primera División de Costa de Marfil 2012               |
| Costa de Marfil (=12.º - 11 pts)                                                           | AFAD Djékanou                                  | Subcampeón de la Primera División de Costa de Marfil 2012            |
| Asociaciones con 1 participante (puestos del 12 para abajo del Ranking de Ligas de la CAF) |                                                |                                                                      |
| Libia (=12.º - 11 pts)                                                                     | Al-Ittihad                                     | Campeón de la Liga Premier de Libia 2009/103                         |
| Zambia (14.º - 10 pts)                                                                     | Zanaco                                         | Campeón de la Primera División de Zambia 2012                        |
| Níger (15.º - 4 pts)                                                                       | Olympic Niamey                                 | Campeón de la Primera División de Níger 2011/12                      |
| Ghana (16.º - 2 pts)                                                                       | Asante Kotoko                                  | Campeón de la Liga de fútbol de Ghana 2011/12                        |
| Sudáfrica (17.º - 1 pt)                                                                    | Orlando Pirates                                | Campeón de la Premier Soccer League 2011/12                          |
| Benín                                                                                      | ASPAC                                          | Campeón de la Premier League de Benín 2011/12                        |
| Botsuana                                                                                   | Mochudi Centre Chiefs                          | Campeón de la Liga botswanesa de fútbol 2011/12                      |
| Burkina Faso                                                                               | ASFA Yennenga                                  | Campeón de la Primera División de Burkina Faso 2012                  |
| Burundi                                                                                    | Vital'O                                        | Campeón de la Premier League 2011/12                                 |
| República Centroafricana                                                                   | Olympic Real de Bangui                         | Ganador del Campeonato de fútbol de la República Centroafricana 2012 |
| Chad                                                                                       | Gazelle                                        | Campeón de la Ligue de N'Djaména 2012                                |
| Comoras                                                                                    | Djabal Club                                    | Campeón de la Primera División de las Comoras 2012                   |
| República del Congo                                                                        | AC Léopards                                    | Campeón de la Primera División del Congo 2012                        |
| Guinea Ecuatorial                                                                          | Sony Elá Nguema                                | Campeón de la Primera División de Guinea Ecuatorial 2012             |
| Etiopía                                                                                    | Saint George                                   | Campeón de la Liga etíope de fútbol 2011/12                          |
| Gabón                                                                                      | CF Mounana                                     | Campeón de la Championnat National D1 2011/12                        |
| Gambia                                                                                     | Real de Banjul                                 | Campeón de la GFA League First Division 2012                         |
| Guinea                                                                                     | Horoya                                         | Campeón del Campeonato Nacional de Guinea 2011/12                    |
| Kenia                                                                                      | Tusker                                         | Campeón de la Liga Keniana de Fútbol 2012                            |
| Lesoto                                                                                     | LCS                                            | Campeón de la Premier League 2011/12                                 |
| Liberia                                                                                    | LISCR                                          | Campeón de la Premier League de Liberia 2012                         |
| Madagascar                                                                                 | AS Adema                                       | Campeón del THB Champions League 2012                                |
| Mozambique                                                                                 | Maxaquene                                      | Ganador de la Moçambola 2012                                         |
| Ruanda                                                                                     | APR FC                                         | Campeón de la Primus National Football League 2011/12                |
| Santo Tomé y Príncipe                                                                      | Sporting Clube do Príncipe                     | Ganador del Campeonato nacional de Santo Tomé y Príncipe 2012        |
| Senegal                                                                                    | Casa Sport                                     | Campeón de la Liga senegalesa de fútbol 2011/12                      |
| Seychelles                                                                                 | St Michel United                               | Campeón de la Seychelles First Division 2012                         |
| Sierra Leona                                                                               | Diamond Stars                                  | Campeón de la National Premier League 2011/12                        |
| Suazilandia                                                                                | Mbabane Swallows                               | Campeón de la Primera División de Suazilandia 2011/12                |
| Tanzania                                                                                   | Simba                                          | Campeón de la Tanzanian Premier League 2011/12                       |
| Togo                                                                                       | Dynamic Togolais                               | Ganador del Campeonato nacional de Togo 2011/12                      |
| Uganda                                                                                     | URA                                            | Tercer lugar de la Superliga de Uganda 2011/12                       |
| Zanzíbar                                                                                   | Jamhuri                                        | Subcampeón de la Primera División de Zanzíbar 2012                   |

Notas
- Asociaciones que no mandaron representantes: Cabo Verde, Yibuti, Eritrea, Guinea-Bisáu, Malaui, Mauritania, Mauricio, Namibia, Reunión, Somalia y Sudán del Sur
- Los equipos que no tienen puntos en el Ranking están empatados en el lugar 18.º.
- CD: Campeón Defensor
- 1: La Primera División de Egipto se canceló para la temporada 2011/12, así que el campeón y subcampeón de la temporada 2010/11 son los que representan a Egipto en esta edición.[2]
- 2: El Highlanders, subcampeón de la Liga Premier de Zimbabue 2012, no puede participar en el torneo debido a una suspensión de 3 años impuesta por la CAF por abandonar la Copa Confederación de la CAF 2011.
- 3: Como no hubo fútbol en Libia en el año 2012, el campeón de la temporada 2009/10 (última que se jugó) es el representante del país en esta edición.[3]

## Ronda Preliminar
| Equipo 1         | Agr.         | Equipo 2                   | Ida | Vuelta |
| ---------------- | ------------ | -------------------------- | --- | ------ |
| Zamalek          | 7–0          | Gazelle                    | 7–0 | 0–0    |
| AS Vita Club     | 5–1          | Dynamic Togolais           | 3–0 | 2–1    |
| Jamhuri          | 0–8          | Saint George               | 0–3 | 0–5    |
| CA Bizertin      | 2–1          | Al-Ittihad                 | 1–1 | 1–0    |
| Dynamos          | 3–1          | LCS                        | 3–0 | 0–1    |
| St Michel United | 1–7          | Tusker                     | 1–4 | 0–3    |
| Zanaco           | 3–2          | Mbabane Swallows           | 3–2 | 0–0    |
| Orlando Pirates  | 9–0          | Djabal Club                | 5–0 | 4–0    |
| Maxaquene        | 0–2          | Mochudi Centre Chiefs      | 0–1 | 0–1    |
| APR FC           | 2–2 (v.)     | Vital'O                    | 1–2 | 1–0    |
| Enugu Rangers    | w/o1         | Sporting Clube do Príncipe | 3-0 | —      |
| Simba            | 0–5          | Recreativo do Libolo       | 0–1 | 0–4    |
| JSM Béjaïa       | 3–0          | Olympic Niamey             | 3–0 | 0–0    |
| Asante Kotoko    | 8–0          | Sony Elá Nguema            | 7–0 | 1–0    |
| 1º de Agosto     | 4–3          | AS Adema                   | 4–2 | 0–1    |
| FUS Rabat        | 2–2 (v.)     | Real de Banjul FC          | 1–0 | 1–2    |
| Union Douala     | 3–1          | LISCR                      | 2–1 | 1–0    |
| Horoya           | 0–3          | Séwé Sports                | 0–0 | 0–3    |
| AFAD Djékanou    | 6–2          | Diamond Stars              | 5–1 | 1–1    |
| Cotonsport       | 0–0 (4-3 p.) | URA SC                     | 0–0 | 0–0    |
| Moghreb Tétouan  | 1–1 (1-3 p.) | Casa Sport                 | 1–0 | 0–1    |
| Kano Pillars     | 5–1          | Olympic Real de Bangui     | 5–1 | 0–0    |
| AC Léopards      | 2–1          | CF Mounana                 | 2–0 | 0–1    |
| ASPAC            | 2–2 (4-5 p.) | ASFA Yennenga              | 1–1 | 1–1    |

Notas
- 1: El Enugu Rangers avanzó a la siguiente ronda debido a que el Sporting Clube do Príncipe no se presentara para el juego de ida.

## Primera Ronda
| Equipo 1              | Agr.     | Equipo 2           | Ida | Vuelta |
| --------------------- | -------- | ------------------ | --- | ------ |
| Zamalek               | 1-0      | AS Vita Club       | 1-0 | 0-0    |
| FUS Rabat             | 3-1      | Union Douala       | 3-0 | 0-1    |
| JSM Béjaïa            | (v.) 1-1 | Asante Kotoko      | 0-0 | 1-1    |
| Zanaco                | 1-3      | Orlando Pirates    | 0-1 | 1-2    |
| Tusker                | 1-4      | Al-Ahly            | 1-2 | 0-2    |
| Mochudi Centre Chiefs | 0-7      | TP Mazembe         | 0-1 | 0-6    |
| Kano Pillars          | 4-4 (v.) | AC Léopards        | 4-1 | 0-3    |
| Séwé Sports           | 5-4      | Al-Hilal           | 4-1 | 1-3    |
| ASFA Yennenga         | 4-5      | ES Sétif           | 2-1 | 2-4    |
| Saint George          | 3-1      | Djoliba            | 2-0 | 1-1    |
| Bizertin              | 3-1      | Dynamos            | 3-0 | 0-1    |
| Casa Sport            | 1-4      | Stade Malien       | 1-2 | 0-2    |
| Vital'O               | 0-2      | Enugu Rangers      | 0-0 | 0-2    |
| Recreativo do Libolo  | 4-2      | Al-Merreikh        | 2-1 | 2-1    |
| Primero de Agosto     | 0-2      | Espérance de Tunis | 0-1 | 0-1    |
| AFAD Djékanou         | 1-3      | Cotonsport         | 0-1 | 1-2    |

## Segunda ronda
| Equipo 1        | Agr.         | Equipo 2             | Ida | Vuelta |
| --------------- | ------------ | -------------------- | --- | ------ |
| Zamalek         | 3-3 (v.)     | Saint George         | 1-1 | 2-2    |
| Bizertin        | 1-2          | Al-Ahly              | 0-0 | 1-2    |
| Orlando Pirates | 3-2          | Mazembe              | 3-1 | 0-1    |
| Enugu Rangers   | 1-3          | Recreativo do Libolo | 0-0 | 1-3    |
| JSM Béjaïa      | 0-1          | Espérance de Tunis   | 0-0 | 0-1    |
| FUS Rabat       | 1-1 (v.)     | Séwé Sports          | 1-1 | 0-0    |
| Cotonsport      | 3-0          | Stade Malien         | 3-0 | 0-0    |
| AC Léopards     | 4-4 (5-4 p.) | Sétif                | 3-1 | 1-3    |

Los que pierdan en la Segunda Ronda jugarán en la Ronda de Play-off de la Copa Confederación de la CAF 2013.

## Fase de grupos
El sorteo de la fase de grupos fue el 14 de mayo de 2013. Los 8 equipos son emparejados en 2 grupos de 4 equipos, jugando un sistema de ida y vuelta. Los 2 mejores equipos en cada grupo jugarán las semifinales. El sistema de clasificación en la fase de grupos en caso de empate será:
- Puntos obtenidos en los juegos entre sí (enfrentamientos entre sí).
- Diferencia de goles.
- Regla del gol de visitante.
- Diferencia de goles en la fase de grupos.
- Goles anotados en la fase de grupos.

### Grupo A
| Club            | PJ | PG | PE | PP | GF | GC | DG | Pts. |
| --------------- | -- | -- | -- | -- | -- | -- | -- | ---- |
| Al-Ahly         | 6  | 3  | 2  | 1  | 8  | 7  | +1 | 11   |
| Orlando Pirates | 6  | 2  | 2  | 2  | 8  | 4  | +4 | 8    |
| Zamalek         | 6  | 2  | 1  | 3  | 10 | 12 | -2 | 7    |
| Léopards        | 6  | 2  | 1  | 3  | 4  | 7  | -3 | 7    |

|                 | AHL | LEO | ORL | ZAM |
| --------------- | --- | --- | --- | --- |
| Al-Ahly         | —   | 2-1 | 0-3 | 4-2 |
| AC Léopards     | 0-1 | —   | 1-0 | 1-0 |
| Orlando Pirates | 0-0 | 0-0 | —   | 4-1 |
| Zamalek         | 1-1 | 4-1 | 2-1 | —   |

### Grupo B
| Club                 | PJ | PG | PE | PP | GF | GC | DG | Pts. |
| -------------------- | -- | -- | -- | -- | -- | -- | -- | ---- |
| Espérance            | 6  | 5  | 0  | 1  | 9  | 4  | +5 | 15   |
| Coton Sport          | 6  | 2  | 2  | 2  | 5  | 6  | -1 | 8    |
| Recreativo do Libolo | 6  | 1  | 2  | 3  | 8  | 11 | -3 | 5    |
| Séwé Sports          | 6  | 1  | 2  | 3  | 5  | 6  | -1 | 5    |

|                      | EST | COT | CRL | SEW |
| -------------------- | --- | --- | --- | --- |
| Espérance ST         | —   | 2-0 | 3-2 | 1-0 |
| Coton Sport          | 1-2 | —   | 2-1 | 1-0 |
| Recreativo do Libolo | 1-0 | 1-1 | —   | 2-2 |
| Séwé Sports          | 0-1 | 0-0 | 3-1 | —   |

## Semifinales
Se juegan a eliminación directa a ida y vuelta. en caso de empatar la serie, se aplica la regla del gol de visitante, y de continuar el empate, se juegan tiros desde el punto penal, sin tiempo extra.
Serán entre el ganador del Grupo A con el segundo del Grupo B y el ganador del Grupo B con el segundo del Grupo A. Los ganadores juegan la final
| Equipo 1        | Agr.         | Equipo 2           | Ida | Vuelta |
| --------------- | ------------ | ------------------ | --- | ------ |
| Coton Sport     | 2-2 (6-7 p.) | Al-Ahly            | 1-1 | 1-1    |
| Orlando Pirates | (v.) 1-1     | Espérance de Tunis | 0-0 | 1-1    |

## Final
| Equipo 1        | Agr. | Equipo 2 | Ida | Vuelta |
| --------------- | ---- | -------- | --- | ------ |
| Orlando Pirates | 1-3  | Al-Ahly  | 1-1 | 0-2    |

## Campeón
|                           |
| Bandera de Egipto         |
| Campeón Al-Ahly 8° título |

## Goleadores
| Pos. | Jugador              | Club                 | Goles |
| ---- | -------------------- | -------------------- | ----- |
| 1    | Alexis Yougouda Kada | Coton Sport          | 7     |
| 2    | Ahmed Gaafar         | Zamalek              | 6     |
| 2    | Mamadou Soro         | AFAD Djékanou        | 6     |
| 4    | Mohamed Aboutrika    | Al-Ahly              | 5     |
| 4    | Takesure Chinyama    | Orlando Pirates      | 5     |
| 4    | Abdoulaye Cissé      | Zamalek              | 5     |
| 4    | Kévin Zougoula       | Séwé Sports          | 5     |
| 8    | Arouna Biné Dramé    | AC Léopards          | 4     |
| 8    | Rúben Gouveia        | Recreativo do Libolo | 4     |
| 8    | Emad Moteab          | Al-Ahly              | 4     |